# コロラド・スタイル・ピザ

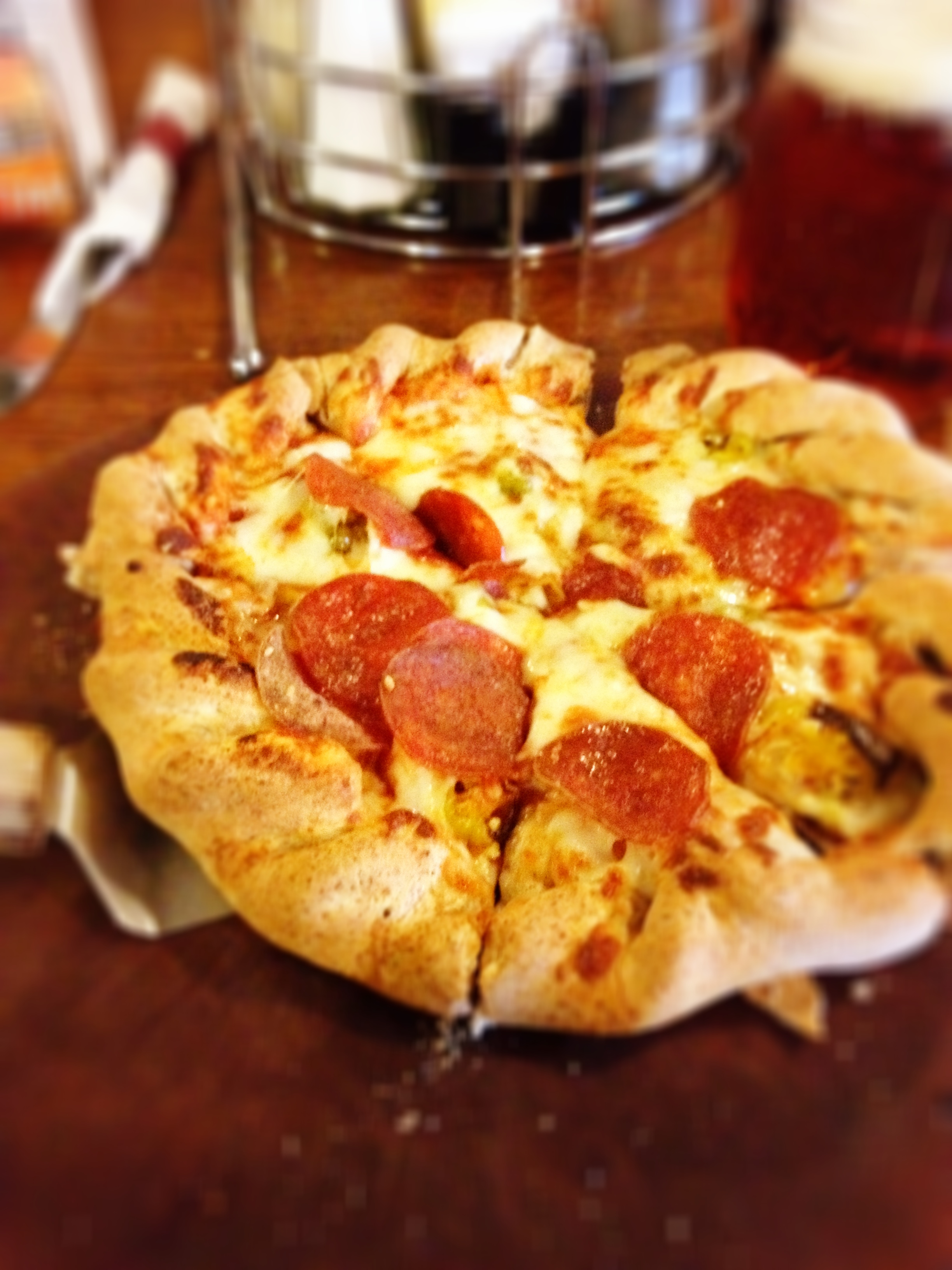
コロラド・スタイル・ピザの例

コロラド・スタイル・ピザ（英語: Colorado-style pizza）は、アメリカ合衆国・コロラド州で食されているピザ。ピザ生地が外側にいくにつれ盛り上がって厚みがあるのが特徴である。
マウンテン・パイ（Colorado mountain pie）とも呼ばれる。

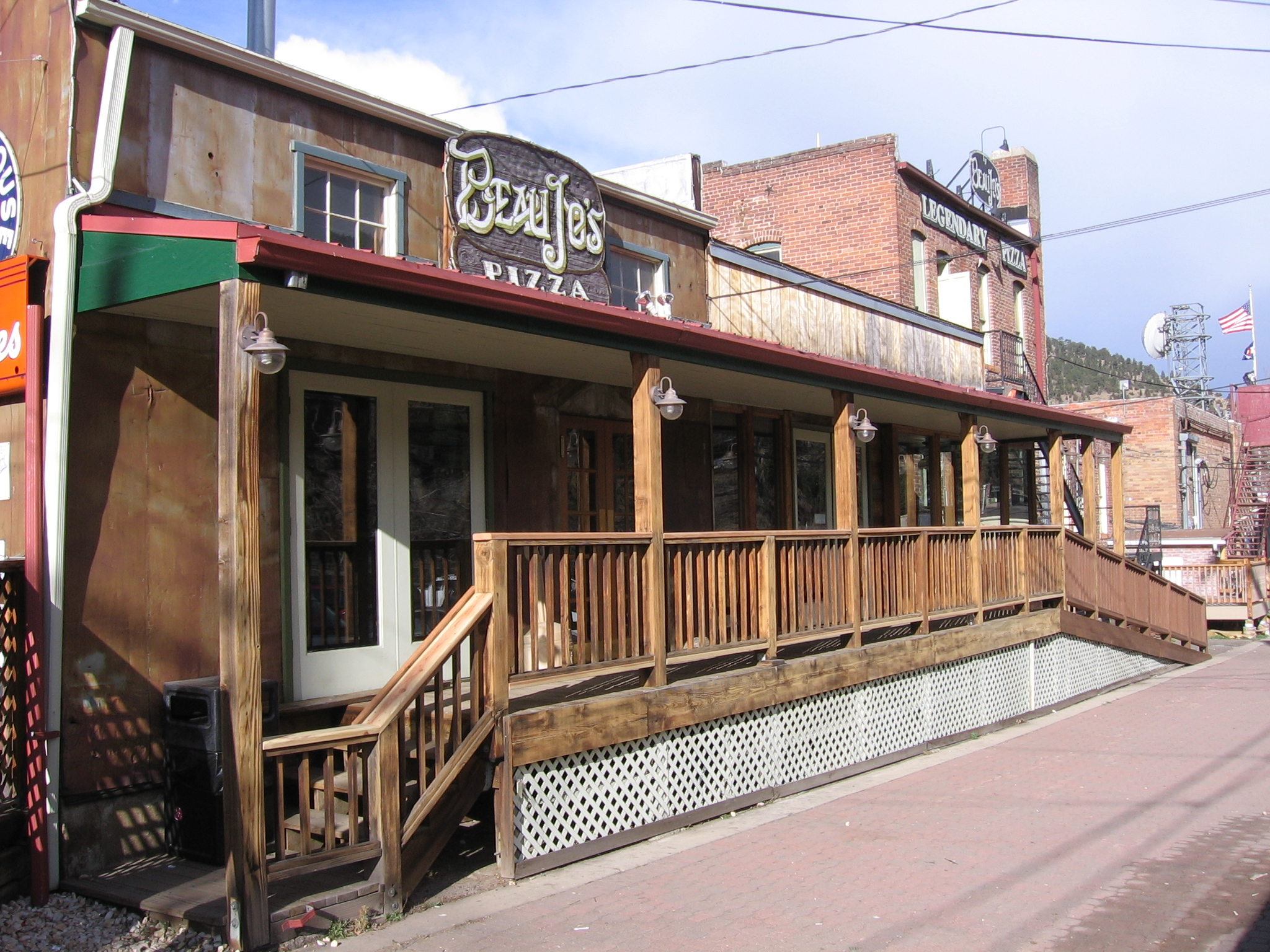
ボージョーズ （アイダホ・スプリングス）

ピザ専門店の「ボージョーズ (Beau Jo's) 」が考案したピザである。
ピザ生地が外側に行くにつれ分厚く盛り上がっているのが特徴で、外側はロッキー山脈の山々を表し、内側にあるトッピングは谷を表すとされる。
コロラド州ではほとんどの場合、ピザの外側、「山々」の部分を残し、ハチミツをかけてデザートとして食する。
また、外側が盛り上がっていない平たいプレーリー（prairie、平原の意）」と呼ばれるスタイルもある。
メットライフドーム（日本・埼玉県）の L's CRAFT (エルズクラフト)ではコロラドピザを提供していたことがある。